# Verchocq
Verchocq est une commune française située dans le département du Pas-de-Calais en région Hauts-de-France.
La commune fait partie de la communauté de communes du Haut Pays du Montreuillois qui regroupe 49 communes et compte 15 703 habitants en 2021.
La commune dispose d'un village aéronautique au hameau de Val du Fresne, l'« aéro Delahaye », le seul au nord de Paris.

## Géographie

### Localisation
Localisée dans le centre du département du Pas-de-Calais, à la jonction de deux paysages, les « paysages montreuillois » et les « paysages des hauts plateaux artésiens », Verchocq est une commune drainée par l'Aa et située, à vol d'oiseau, à 9 km au nord-ouest de la commune de Fruges et à 22 km au nord-est de la commune de Montreuil-sur-Mer (chef-lieu d'arrondissement).
Le territoire de la commune est limitrophe de ceux de cinq communes.
Les communes limitrophes sont Renty, Créquy, Coupelle-Vieille, Herly et Rumilly.

### Géologie et relief
La superficie de la commune est de 15,56 km2 ; son altitude varie de 87  à   192 mètres.

### Hydrographie
Le territoire de la commune est situé dans le bassin Artois-Picardie.
La commune est traversée par quatre cours d'eau :
- le fleuve l'Aa, d'une longueur de 56 km, qui prend sa source dans la commune de Bourthes et se jette dans le canal de Neufossé au niveau de la commune de Saint-Omer[4] ;

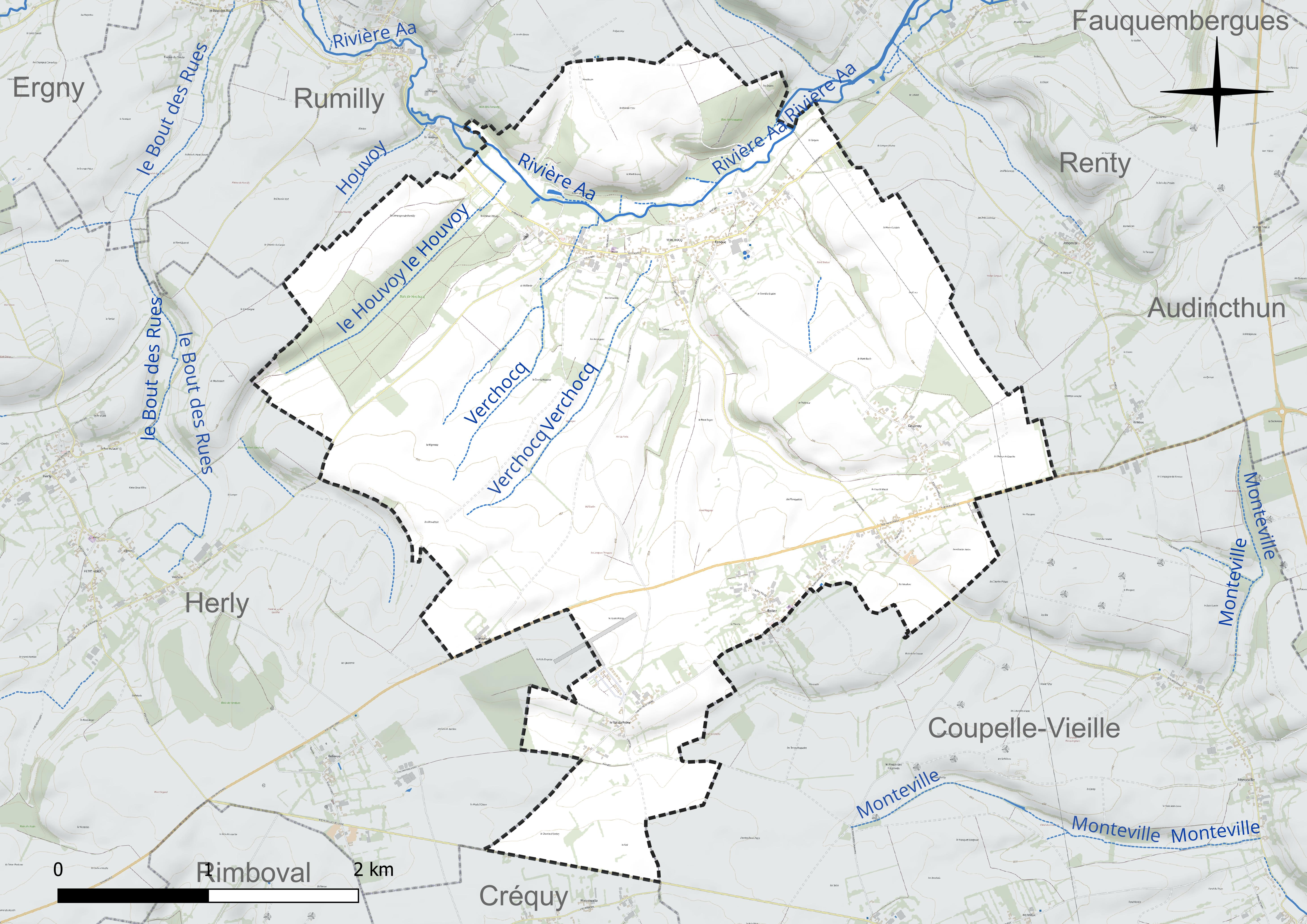
Réseau hydrographique de Verchocq.

- le Houvoy, d'une longueur de 2,52 km, qui prend sa source dans la commune et se jette dans l'Aa au niveau de la commune de Rumilly[5] ;
- le Verchocq, d'une longueur de 2,52 km, qui prend sa source dans la commune et se jette dans l'Aa au niveau de la commune[6] ;
- le Verchocq, d'une longueur de 1,54 km, qui prend sa source dans la commune et termine sa course dans la commune[7].

### Climat
Pour des articles plus généraux, voir Climat des Hauts-de-France et Climat du Pas-de-Calais.
En 2010, le climat de la commune est de type climat océanique franc, selon une étude du CNRS s'appuyant sur une série de données couvrant la période 1971-2000. En 2020, Météo-France publie une typologie des climats de la France métropolitaine dans laquelle la commune est exposée à un climat océanique et est dans la région climatique Côtes de la Manche orientale, caractérisée par un faible ensoleillement (1 550 h/an) ; forte humidité de l’air (plus de 20 h/jour avec humidité relative > 80 % en hiver), vents forts fréquents.
Pour la période 1971-2000, la température annuelle moyenne est de 10,1 °C, avec une amplitude thermique annuelle de 13,7 °C. Le cumul annuel moyen de précipitations est de 1 009 mm, avec 13,3 jours de précipitations en janvier et 8,6 jours en juillet. Pour la période 1991-2020, la température moyenne annuelle observée sur la station météorologique la plus proche, située sur la commune de Radinghem à 6 km à vol d'oiseau, est de 10,5 °C et le cumul annuel moyen de précipitations est de 1 038,1 mm,. Pour l'avenir, les paramètres climatiques de la commune estimés pour 2050 selon différents scénarios d'émission de gaz à effet de serre sont consultables sur un site dédié publié par Météo-France en novembre 2022.

### Milieux naturels et biodiversité

#### Zones naturelles d'intérêt écologique, faunistique et floristique
L’inventaire des zones naturelles d'intérêt écologique, faunistique et floristique (ZNIEFF) a pour objectif de réaliser une couverture des zones les plus intéressantes sur le plan écologique, essentiellement dans la perspective d’améliorer la connaissance du patrimoine naturel national et de fournir aux différents décideurs un outil d’aide à la prise en compte de l’environnement dans l’aménagement du territoire.
Le territoire communal comprend une ZNIEFF de type 1 : la haute Aa et ses végétations alluviales entre Remilly-Wirquin et Wicquinghem, d’une superficie de 564 hectares et d'une altitude variant de 40  à   118 mètres.
et une ZNIEFF de type 2 : la haute vallée de l’Aa et ses versants en amont de Remilly-Wirquin. La haute vallée de l’Aa se rattache à l’entité paysagère des hauts plateaux artésiens, elle intègre la source de ce fleuve côtier situé à Bourthes et les premiers kilomètres de ce cours d’eau qui trace un sillon profond dans les collines de l'Artois.

Carte des ZNIEFF de type 1 et 2 sur la commune
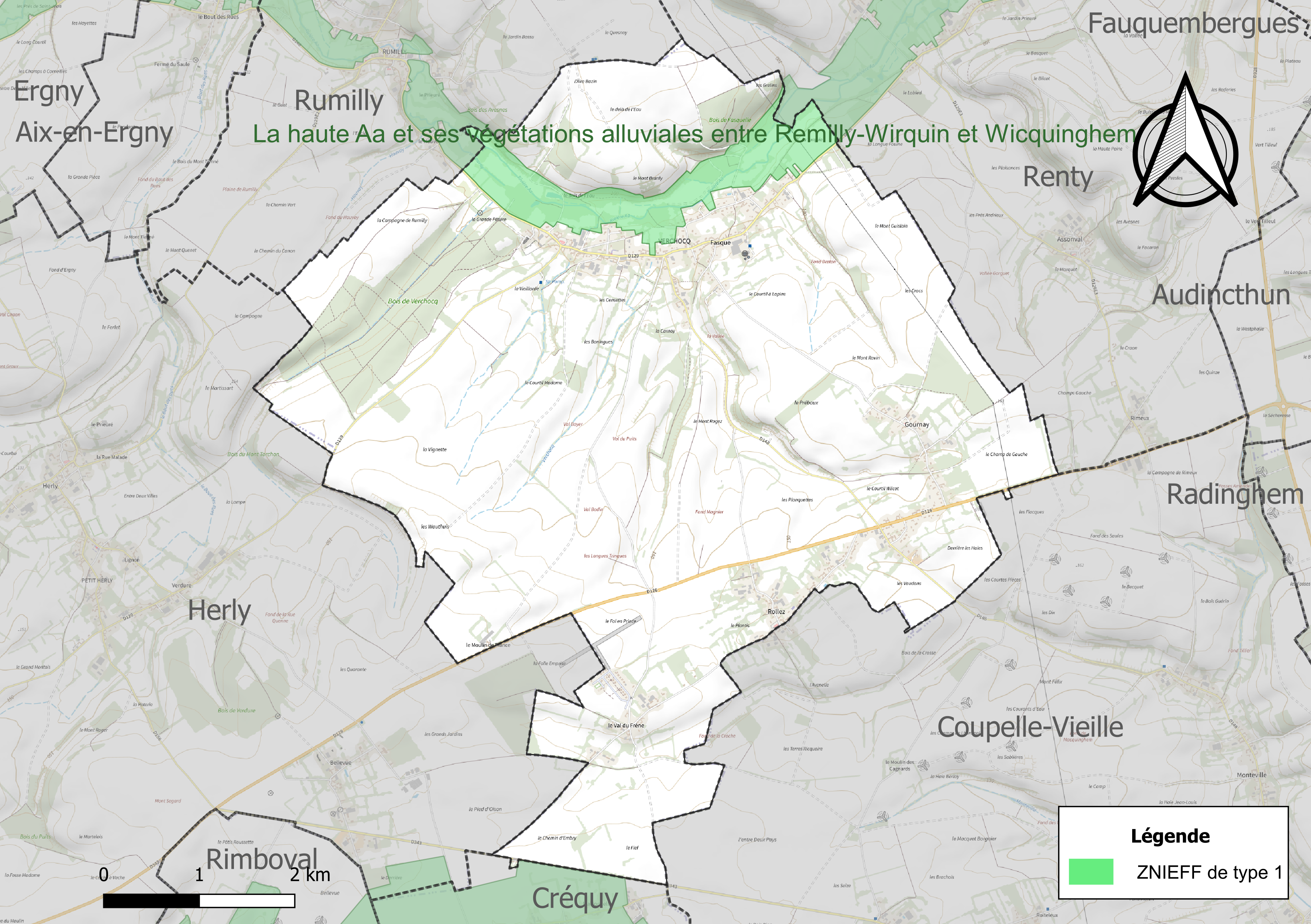
Carte de la ZNIEFF de type 1 sur la commune.
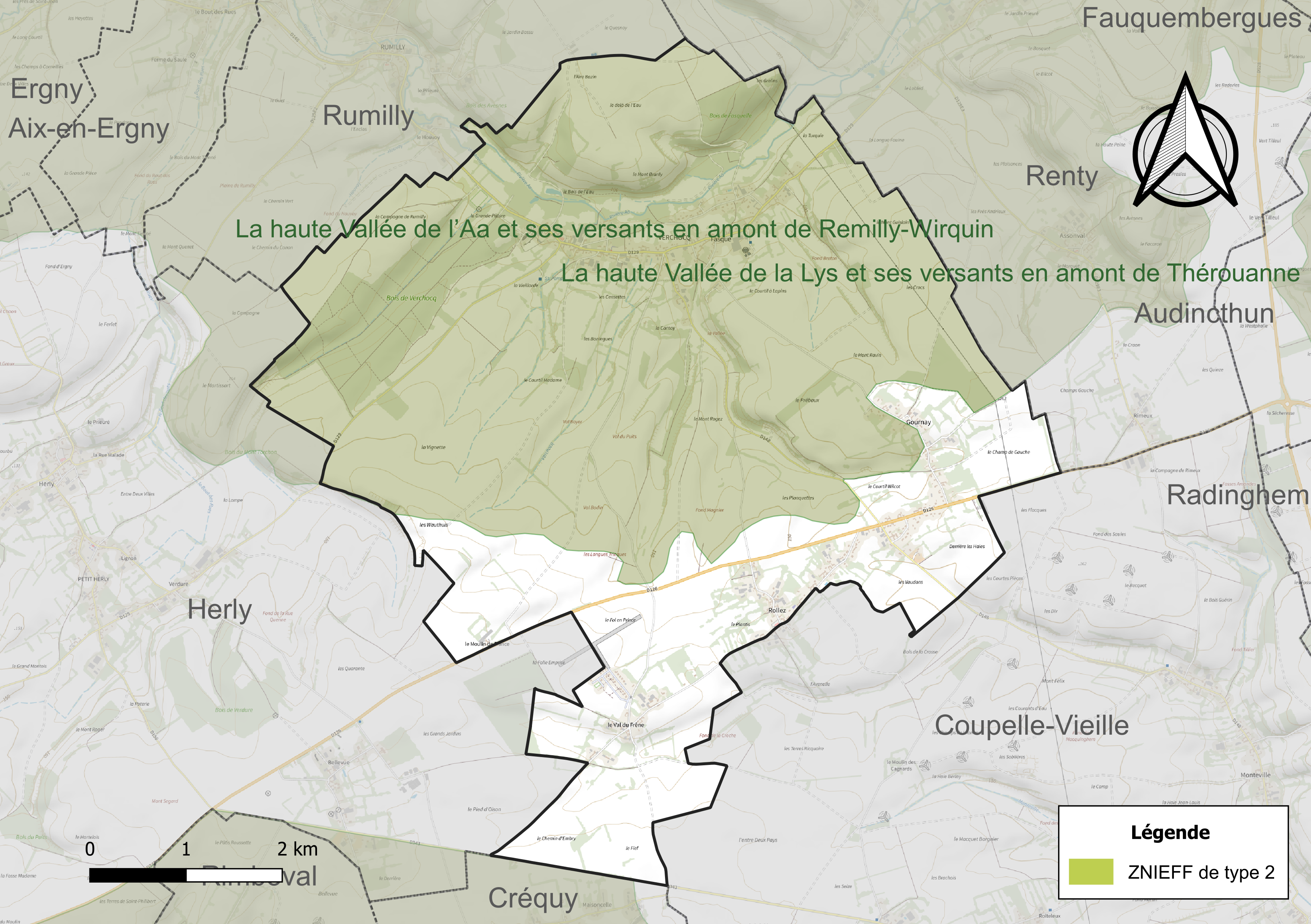
Carte de la ZNIEFF de type 2 sur la commune.

### Paysages
Pour un article plus général, voir Paysage en France.
La commune est située à la jonction de deux paysages tels qu'ils sont définis dans l'atlas des paysages de la région Nord-Pas-de-Calais, conçu par la direction régionale de l'Environnement, de l'Aménagement et du Logement (DREAL), : 
- les « paysages montreuillois » , qui concernent 98 communes, se délimitent : à l'Ouest par des falaises qui, avec le recul de la mer, ont donné naissance aux bas-champs ourlées de dunes ; au Nord par la boutonnière du Boulonnais ; au sud par le vaste plateau formé par la vallée de l'Authie, et à l'Est par les paysages du Ternois et de Haut-Artois. Ces paysages, avec, dans son axe central, la vallée de la Canche et ses nombreux affluents comme la Course, la Créquoise, la Planquette…, offrent une alternance de vallées et de plateaux, appelée « ondulations montreuilloises ». Dans ces paysages, et plus particulièrement sur les plateaux, on cultive la betterave sucrière, le blé et le maïs, et les plateaux entre la Ternoise et la Créquoise sont couverts de vastes massifs forestiers comme la forêt d'Hesdin-la-Forêt, les bois de Fressin, Sains-lès-Fressin, Créquy…[17] ;
- les « paysages des hauts plateaux artésiens », qui concernent 77 communes du Pas-de-Calais, se situent à l'extrémité ouest des collines de l'Artois qui traversent le Pas-de-Calais d'Arras au Boulonnais. L'alltitude de ces paysages dépassent les 180 mètres. Ces dimensions sont modestes, d'une quinzaine de kilomètres du sud-est au nord-ouest et d'une vingtaine de kilomètres dans sa dimension la plus grande[18].

Ces « paysages des hauts plateaux artésiens », appelés aussi « Haut Artois », se caractérisent par trois ensembles écopaysagers :
- - l'ensemble mésophile ouvert du plateau artésien calcaire ;
  - l'ensemble alluvial des fonds de vallée de la Lys et de l'Aa ;
  - l'ensemble calcicole des versants calcaires des vallées[18].

Le « Haut Artois » dispose d'une importante densité de corridors biologiques bien interconnectés.
Dans le « Haut Artois », pas de villes, c'est une des rares terres rurales de la région, les communes les plus importantes sont, du nord au sud, Lumbres, Fauquembergues et Fruges. Le « Haut Artois », drainé par l'Aa et la Lys, constitue le sommet de l'anticlinal artésien, paysage ventée, froid et aux précipitations importantes qui en font le château d'eau régional.
Leș cultures représentent environ 60 % des sols, les prairies entre 26 et 27 %, les bois de 5 à 8 % et les villages et bourgs de 5 à 8 %, l'industrie y est peu présente.

## Urbanisme

### Typologie
Au 1er janvier 2024, Verchocq est catégorisée commune rurale à habitat dispersé, selon la nouvelle grille communale de densité à sept niveaux définie par l'Insee en 2022.
Elle est située hors unité urbaine et hors attraction des villes,.

### Occupation des sols
L'occupation des sols de la commune, telle qu'elle ressort de la base de données européenne d’occupation biophysique des sols Corine Land Cover (CLC), est marquée par l'importance des territoires agricoles (88,6 % en 2018), une proportion identique à celle de 1990 (88,6 %). La répartition détaillée en 2018 est la suivante : 
terres arables (52,7 %), prairies (35,9 %), forêts (5,9 %), zones urbanisées (5,4 %). L'évolution de l’occupation des sols de la commune et de ses infrastructures peut être observée sur les différentes représentations cartographiques du territoire : la carte de Cassini (XVIIIe siècle), la carte d'état-major (1820-1866) et les cartes ou photos aériennes de l'IGN pour la période actuelle (1950 à aujourd'hui).

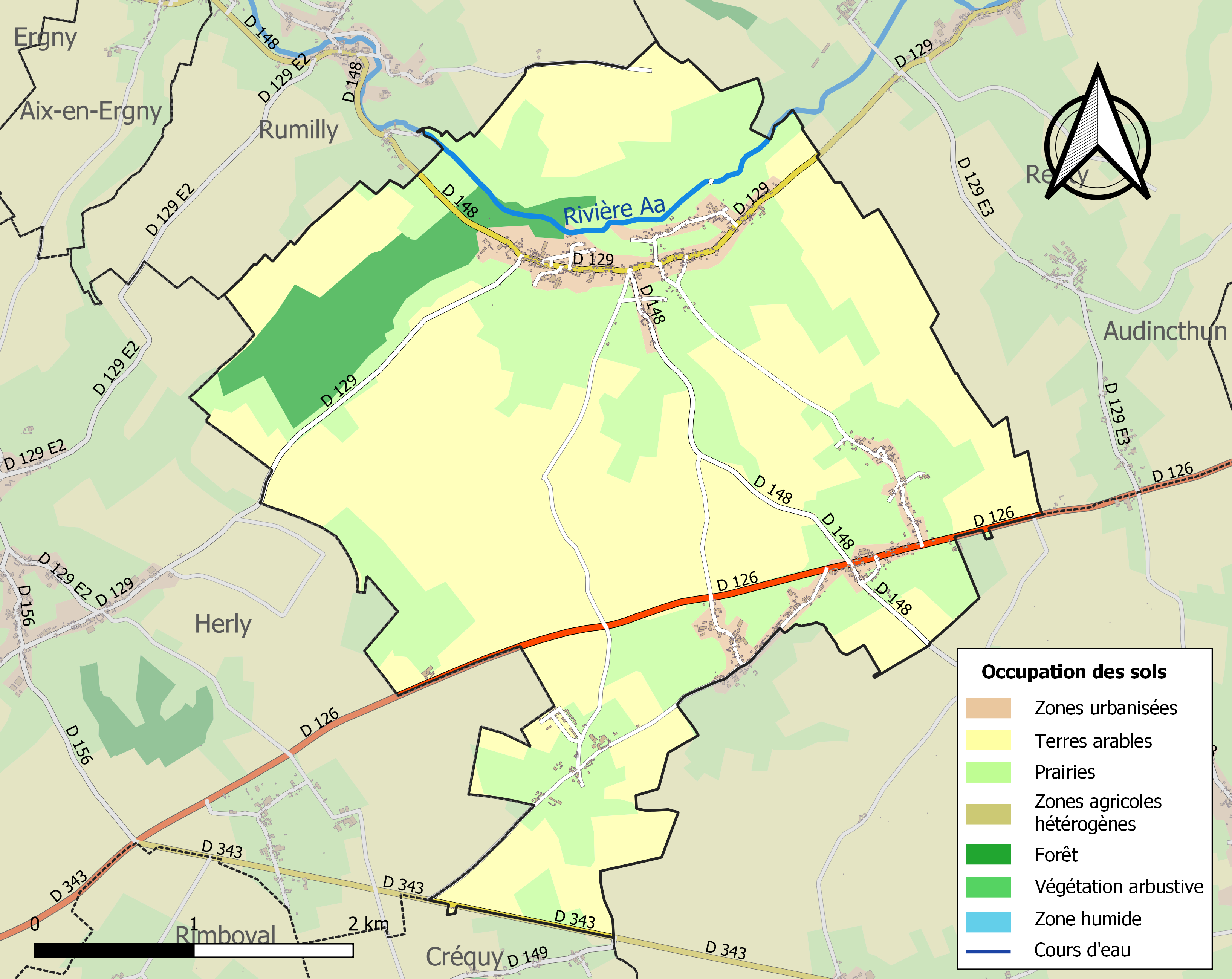
Carte des infrastructures et de l'occupation des sols de la commune en 2018 (CLC).

### Voies de communication et transports

#### Transport ferroviaire
La commune était située sur la ligne de chemin de fer Aire-sur-la-Lys - Berck-Plage, une ancienne ligne de chemin de fer qui reliait dans le département du Pas de Calais, entre 1893 et 1955, Aire-sur-la-Lys à Berck.

## Toponymie
Le nom de la localité est attesté sous les formes Evercoc (1177), Vrecoch (1280), Verchoc (1291), Vercock (1293), Verchok (1294), Viéchocq (1395), Viéchoq (1403), Vréchoc (1414), Vréhocq (1429), Vrechocq (1507), Wercohc (v. 1512), Le Vréchoc (1559), Vercho (1670).
Everkok en flamand.

## Politique et administration

### Découpage territorial
La commune se trouve dans l'arrondissement de Montreuil du département du Pas-de-Calais.

#### Commune et intercommunalités
La commune est membre de la communauté de communes du Haut Pays du Montreuillois.

#### Circonscriptions administratives
La commune est rattachée au canton de Lumbres.

#### Circonscriptions électorales
Pour l'élection des députés, la commune fait partie de la quatrième circonscription du Pas-de-Calais.

### Élections municipales et communautaires

#### Liste des maires
| Période                                  | Période                     | Identité                                   | Étiquette | Qualité                                               |
| ---------------------------------------- | --------------------------- | ------------------------------------------ | --------- | ----------------------------------------------------- |
| Les données manquantes sont à compléter. |                             |                                            |           |                                                       |
|                                          | 1834                        | François Joseph Harlé                      |           |                                                       |
| 1835                                     | 1842                        | Constantin Joseph Blondel                  |           |                                                       |
| 1842                                     | 1848                        | Georges Hubert Amédée De Malet De Coupigny |           |                                                       |
| 1848                                     | 1849                        | Augustin Hyacinthe Blondel                 |           |                                                       |
| 1849                                     | 1851                        | Casimir Joseph Allexandre                  |           |                                                       |
| 1852                                     | 1860                        | Augustin Hyacinthe Blondel                 |           | Cultivateur                                           |
| 1860                                     | 1876                        | Georges Hubert Amédée De Malet De Coupigny |           | Marquis de Coupigny, Chevalier de la Légion d'Honneur |
| 1876                                     | 1889                        | Casimir Allexandre                         |           |                                                       |
| 1889                                     | 1912                        | Omer Duisant                               |           |                                                       |
| 1912                                     | 1959                        | André de la Gorce                          |           |                                                       |
| Les données manquantes sont à compléter. |                             |                                            |           |                                                       |
| 1989                                     | 2001                        | Léonce Picque                              |           |                                                       |
| 18 mars 2001                             | mai 2020                    | Josse Nempont                              | SE        | Garagiste Réélu pour le mandat 2014-2020,             |
| 23 mai 2020                              | En cours (au 11 avril 2022) | Patrick Huguet                             |           | Agriculteur,                                          |

## Population et société

### Démographie

#### Évolution démographique
L'évolution du nombre d'habitants est connue à travers les recensements de la population effectués dans la commune depuis 1793. Pour les communes de moins de 10 000 habitants, une enquête de recensement portant sur toute la population est réalisée tous les cinq ans, les populations de référence des années intermédiaires étant quant à elles estimées par interpolation ou extrapolation. Pour la commune, le premier recensement exhaustif entrant dans le cadre du nouveau dispositif a été réalisé en 2008.

En 2022, la commune comptait 643 habitants, en évolution de −2,72 % par rapport à 2016 (Pas-de-Calais : −0,72 %, France hors Mayotte : +2,11 %).
| 1793 | 1800 | 1806  | 1821  | 1831  | 1836  | 1841  | 1846  | 1851 |
| ---- | ---- | ----- | ----- | ----- | ----- | ----- | ----- | ---- |
| 974  | 849  | 1 035 | 1 164 | 1 180 | 1 166 | 1 084 | 1 000 | 963  |

| 1856 | 1861 | 1866 | 1872 | 1876 | 1881 | 1886 | 1891 | 1896 |
| ---- | ---- | ---- | ---- | ---- | ---- | ---- | ---- | ---- |
| 960  | 967  | 934  | 923  | 934  | 784  | 794  | 787  | 781  |

| 1901 | 1906 | 1911 | 1921 | 1926 | 1931 | 1936 | 1946 | 1954 |
| ---- | ---- | ---- | ---- | ---- | ---- | ---- | ---- | ---- |
| 806  | 816  | 801  | 770  | 660  | 656  | 680  | 734  | 678  |

| 1962 | 1968 | 1975 | 1982 | 1990 | 1999 | 2006 | 2008 | 2013 |
| ---- | ---- | ---- | ---- | ---- | ---- | ---- | ---- | ---- |
| 653  | 633  | 577  | 590  | 553  | 523  | 574  | 589  | 650  |

| 2018 | 2022 | - | - | - | - | - | - | - |
| ---- | ---- | - | - | - | - | - | - | - |
| 630  | 643  | - | - | - | - | - | - | - |

#### Pyramide des âges
En 2018, le taux de personnes d'un âge inférieur à 30 ans s'élève à 34,3 %, soit en dessous de la moyenne départementale (36,7 %). À l'inverse, le taux de personnes d'âge supérieur à 60 ans est de 27,6 % la même année, alors qu'il est de 24,9 % au niveau départemental.
En 2018, la commune comptait 314 hommes pour 316 femmes, soit un taux de 50,16 % de femmes, légèrement inférieur au taux départemental (51,50 %).
Les pyramides des âges de la commune et du département s'établissent comme suit.
| Hommes | Classe d’âge | Femmes |
| ------ | ------------ | ------ |
| 0,3    | 90 ou +      | 1,6    |
| 6,4    | 75-89 ans    | 10,1   |
| 18,8   | 60-74 ans    | 18,0   |
| 19,7   | 45-59 ans    | 16,8   |
| 21,0   | 30-44 ans    | 18,7   |
| 14,0   | 15-29 ans    | 14,6   |
| 19,7   | 0-14 ans     | 20,3   |

| Hommes | Classe d’âge | Femmes |
| ------ | ------------ | ------ |
| 0,5    | 90 ou +      | 1,6    |
| 5,6    | 75-89 ans    | 8,9    |
| 16,7   | 60-74 ans    | 18,1   |
| 20,2   | 45-59 ans    | 19,2   |
| 18,9   | 30-44 ans    | 18,1   |
| 18,2   | 15-29 ans    | 16,2   |
| 19,9   | 0-14 ans     | 17,9   |

## Culture locale et patrimoine

### Lieux et monuments
- Les rives de l'Aa.
- Les traces d'un ancien château.
- Le château 1810, additions de 1906.
- L'église Saint-Martin des XVIe et XVIIe siècles avec voûtes de 1887.
- La chapelle Notre-Dame du XVIe siècle.
- La chapelle de Gournay de 1778.
- Au hameau de Rollez, l'église de l'Immaculée Conception de 1864.
- Le monument aux morts.
- L’aérodrome privé de Verchocq au hameau de Val du Fresne, seul village aéronautique au nord de Paris. L'« aéro Delahaye » est un village d’avions privés créé en 2008 où l’avion ou l’autogire du propriétaire doit être entreposé dans un garage ou devant la maison[37],[38].

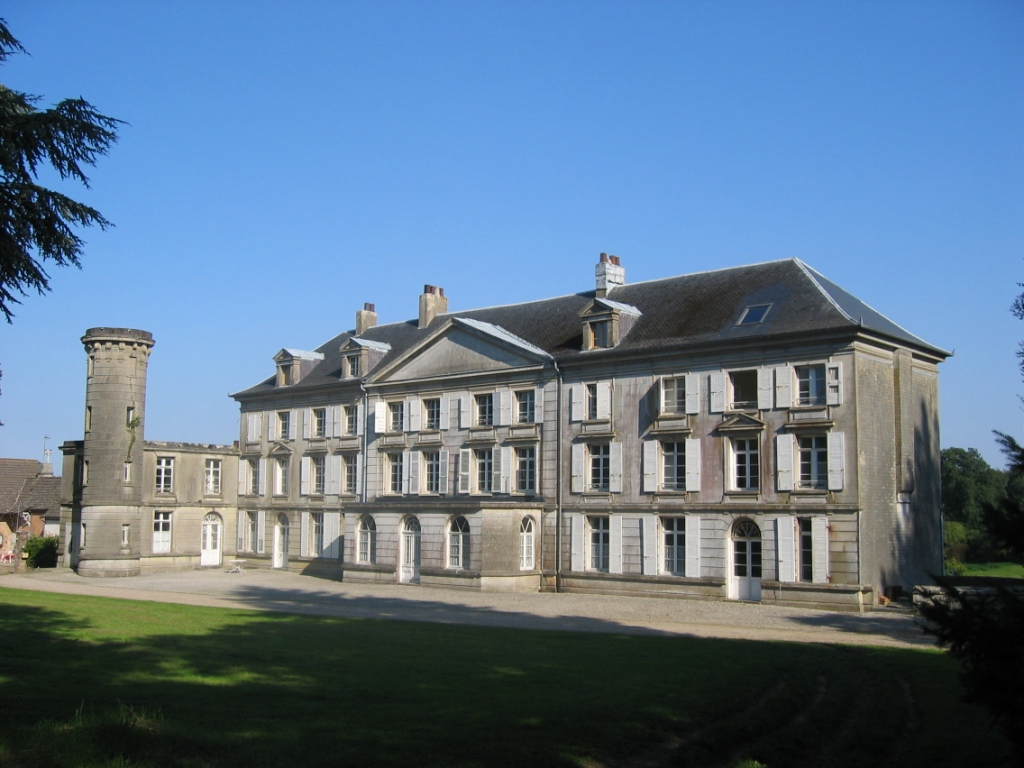
Le château.
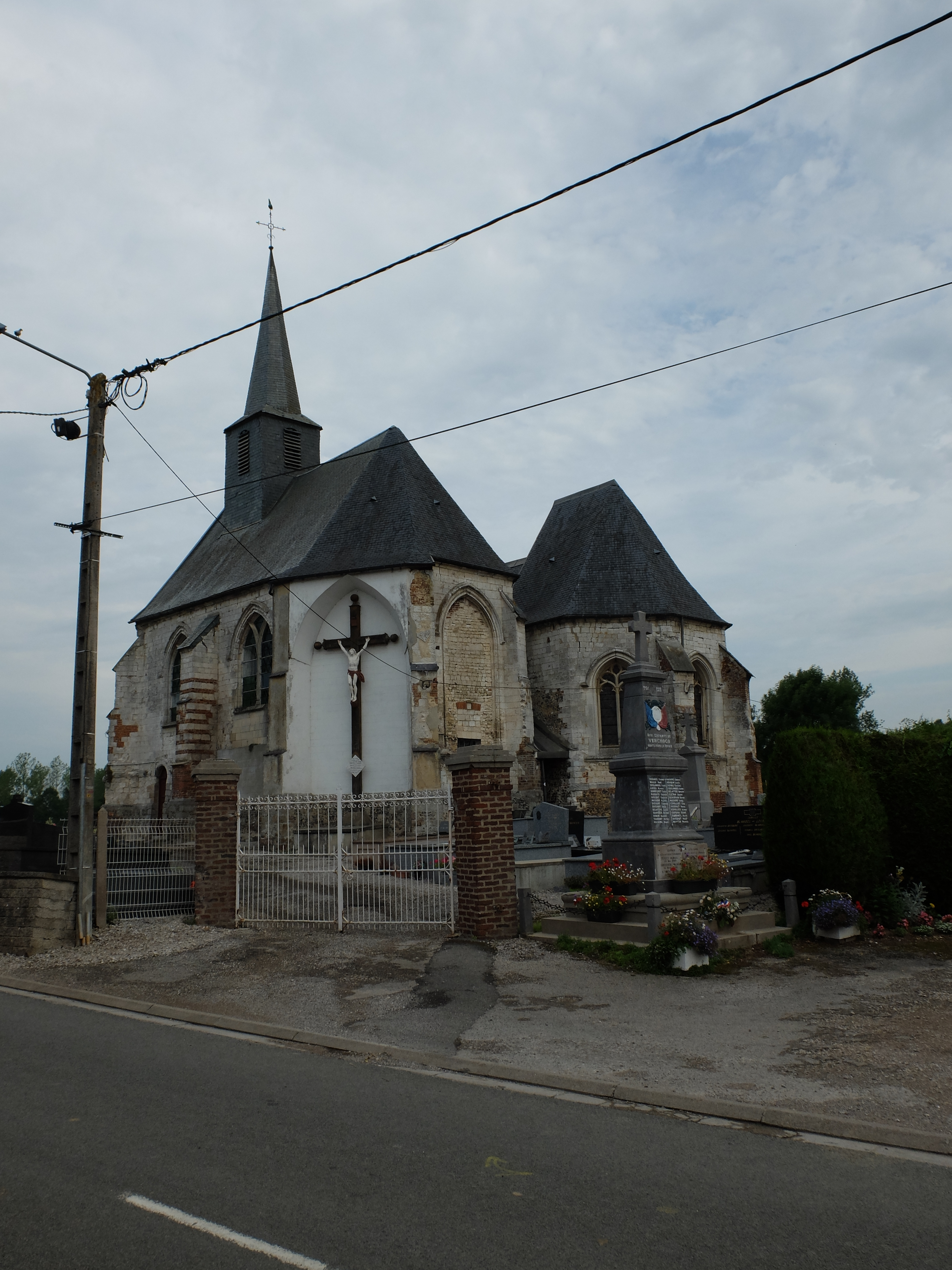
L'église et le monument aux morts.

### Personnalités liées à la commune
- Pierre de La Gorce (1846-1934), académicien et magistrat, est inhumé dans une chapelle du cimetière du village.

### Héraldique
| Blason de Verchocq | Blason  | D'azur à trois lionceaux d’or.                                                                                               |
| Blason de Verchocq | Détails | Armes de la famille de Framezelles, seigneurs de la commune au XVIe siècle. Le statut officiel du blason reste à déterminer. |

## Pour approfondir

#### Bases de données, dictionnaires et encyclopédies
- Ressources relatives à la géographie :   - Insee (communes)
  - Ldh/EHESS/Cassini
- Ressource relative à plusieurs domaines :   - Annuaire du service public français
- Notices d'autorité :   - BnF (données)